# Las Peñas Sud
Las Peñas Sud es una comuna ubicada en el Departamento Río Cuarto, Pedanía Las Peñas, provincia de Córdoba, Argentina.
La agricultura es la principal actividad productiva de la comuna, con cultivos de soja, maíz, trigo y sorgo, entre otros. La ganadería tiene un desarrollo menor, en comparación con el sector agrícola.

## Ubicación
Se llega por distintos accesos, todos por caminos de tierra, con una distancia aproximada de 100 km al norte de la ciudad de Río Cuarto, 40 km hacia el sur de la ciudad de Río Tercero, 149 km al sur de la Ciudad de Córdoba, 50 km al oeste de la localidad de Hernando, y 39 km al este de la localidad de Elena. Bajando de la ruta 36, a la altura de Elena o Berrotarán hacia el este, aparece una pequeña sierra, de caminos algo pedregosos, intransitables los días de mucha lluvia, y a su término, una gran llanura donde está asentada dicha localidad.

## Población
Cuenta con 160 habitantes (Indec, 2022), lo que representa un incremento del 9% frente a los 145 habitantes (Indec, 2010) del censo anterior.
| Gráfica de evolución demográfica de Las Peñas Sud entre 1991 y 2022 |
|                                                                     |
| Fuente: Censos nacionales del INDEC                                 |

## Suelo
Dentro de llanuras bien drenadas, relieves moderadamente ondulados, con pendientes de oeste a este en el orden del 2,50 al 3%, medianamente profundos, con fertilidad entre media y buena.

## Clima
El clima es templado, subhúmedo y con régimen de precipitaciones entre los 700 a 800 mm anuales.

## Instituciones
Cuenta con un maternal y un jardín de infantes. Y en la misma institución, primaria y secundaria, denominadas José María Paz e IPEM Nº91. 

## Sismicidad
La sismicidad de la región de Córdoba es frecuente y de intensidad baja, y un silencio sísmico de terremotos medios a graves cada 30 años en áreas aleatorias. Sus últimas expresiones se produjeron:
- 22 de septiembre de 1908 (116 años), a las 17.00 UTC-3, con 6,5 Richter, escala de Mercalli VII; ubicación 30°30′0″S 64°30′0″O / -30.50000, -64.50000; profundidad: 100 km; produjo daños en Deán Funes, Cruz del Eje y Soto, provincia de Córdoba, y en el sur de las provincias de Santiago del Estero, La Rioja y Catamarca[2]
- 16 de enero de 1947 (78 años), a las 2.37 UTC-3, con una magnitud aproximadamente de 5,5 en la escala de Richter (terremoto de Córdoba de 1947)[1]
- 28 de marzo de 1955 (70 años), a las 6.20 UTC-3 con 6,9 Richter: además de la gravedad física del fenómeno se unió el desconocimiento absoluto de la población a estos eventos recurrentes (terremoto de Villa Giardino de 1955)
- 7 de septiembre de 2004 (20 años), a las 8.53 UTC-3 con 4,1 Richter
- 25 de diciembre de 2009 (15 años), a las 21.42 UTC-3 con 4,0 Richter